# Savognin
Savognin est une localité et une ancienne commune suisse du canton des Grisons, située dans la région d'Albula.

Vue aérienne (1947).

## Histoire
Le 1er janvier 2016, la commune a fusionné avec ses voisines de Bivio, Cunter, Marmorera, Mulegns, Riom-Parsonz, Salouf, Sur et Tinizong-Rona pour former la nouvelle entité de Surses.

## Personnalités liées à la commune
- Stefan Solèr, coureur en montagne suisse.